# Bojtorján (együttes)
A Bojtorján magyar countryegyüttes; Korábban Anakonda néven zenéltek, 1974. június 6-án vették fel a Bojtorján nevet.

## Történet
Népszerűségük a nyolcvanas évek elején volt a tetőponton. Többször jártak az Amerikai Egyesült Államokban, és játszottak a londoni Wembley Stadionban. 1981 óta Kansas állam díszpolgárai. 1984-ben Nashville-ben fesztiváldíjat nyertek. Több gyereklemezen közreműködtek dalszerzőként és előadóként, állandó közreműködői Halász Judit lemezeinek és koncertturnéinak.
Az eredeti Bojtorján-tagság a következő zenészekből állt: Buchwart László (akusztikus és elektromos gitár, ének), Kemény Győző (akusztikus gitár, hegedű, dobro,  ének), Pomázi Zoltán (6 és 12 húros akusztikus gitár, autoharp, ének) és Vörös Andor (pedal steel gitár, szintetizátor, zongora, harmonika, öthúros bendzsó, ének). A két utóbbi tag írta és hangszerelte a Bojtorján-dalok túlnyomó részét. A zenekar állandó vendég zenészei voltak Heilig Gábor (basszusgitár 1982-ig), Sötét Gábor (basszusgitár 1983-tól ) és Barna Zoltán (Csibi – dob).
A zenekar 1988-ban kettévált. Kemény Győző és Buchwart Laszló Bojtorján néven folytatta (A zenekar tagjai: Anti Tamás,  Bartha Tibor, Buchwart Laszló, Géczi Erika, Kemény Győző, Németh Oszkár és Szabó Csilla). A többiek Albatross néven  új zenekart alakítottak (Barna  Zoltán, Pomázi Zoltán, Sötét Gábor, Vörös Andor, és új tagként Szűcs Antal Gábor).
Az együttes 1999-ben újjáalakult, és Új Bojtorján néven koncertezik Magyarországon, valamint Erdélyben, Székelyföldön. Saját hanglemezkiadójuk jelenteti meg a zenekar új lemezeit, melyek zenei felvételei saját zenei stúdiójukban készülnek. Magyarországon főleg gyerekkoncertekkel, Székelyföldön pedig monstre, háromórás koncertjeikkel aratnak sikert.
2019-ben Gyermekkorom legszebb nyara címmel elkészült az első Bojtorján-gyermeklemez, és Vigyázz magadra, fiam címmel Csatári Bence történész által írt könyv is megjelent az együttesről.

## Tagok
- Barna Zoltán dob
- Buchwarth László akusztikus és elektromos gitár, ének
- Kemény Győző gitár
- Pomázi Zoltán gitárok, autoharp, ének
- Vörös Andor pedal steel gitár, harmonika, zongora, szintetizátor, ének

## Diszkográfia
- 1981:  Csavargódal
- 1983:  Történetek
- 1984:  Karácsonyi album
- 1987:  A négyszögletű kerek erdő
- 1989:  Bojtorján
- 1990:  Keljfeljancsi

## Kiadatlan rádió- és tv-felvételek
- 1976: Az úton
- Nem lennék sohasem
- Elmondanám
- Várlak (dallama megegyezik Eszményi Viktória Ilyen a természetem c. daláéval)
- 1978: Dal Ágotáról
- Jack, a kiskakas
- 1980 A nagypapa órája